# Rasszizmus és Intolerancia elleni Európai Bizottság
A Rasszizmus és Intolerancia elleni Európai Bizottság (European Commission against Racism and Intolerance, ECRI) az Európa Tanács emberi jogi szerve. Az 1994 óta fennálló szervezet célja a fajgyűlölet, a faji alapú diszkrimináció, az idegengyűlölet, a zsidóellenesség és intolerancia elleni küzdelem az Európa Tanács országaiban.
Az ECRI jelenlegi magyarországi tagja Juhász Imre jogász, jogtudós.

## Megalapítása és története
Az Európa Tanács 1949-es alapításakor a demokrácia, az emberi jogok és a jogállamiság védelmét jelölte meg feladatául. Az első európai kormányközi szervezet kiterjedt emberi jogi rezsimet hozott létre az Emberi jogok európai egyezménye és az ehhez kapcsolódó jegyzőkönyvek, valamint az ezek őrzésére rendelt Emberi Jogok Európai Bírósága révén. Jelenleg 47 országot foglal magában, ezáltal Európa területének csaknem egészét lefedi.
Az Európa Tanács állam- és kormányfőinek első, 1993. október 9-ei csúcstalálkozóján fogadták el a Bécsi Akciótervet, amely létrehozta a Rasszizmus és Intolerancia elleni Európai Bizottságot. 1997. október 11-én a második csúcstalálkozón határozták el az ECRI tevékenységének megerősítését, majd 2000. október 13-án a tagállami kormányok ismét elkötelezték magukat az ECRI megerősítése céljából folytatott tárgyalások mellett. A szervezet alapszabályát 2002. június 13-án fogadta el az Európa Tanács Miniszteri Bizottsága.

## Az ECRI feladatai
Az ECRI az Emberi jogok európai egyezménye és annak kiegészítő jegyzőkönyvei, valamint az Emberi Jogok Európai Bírósága esetjoga alapján végzi tevékenységeit.
Az ECRI célja a rasszizmus, a faji alapú megkülönböztetés, a xenofóbia, az antiszemitizmus és az intolerancia elleni küzdelem. E jelenségek ellen az alábbi módokon lép föl:
- vizsgálja a releváns tagállami törvényhozást, politikákat és egyéb intézkedéseket, valamint ezek hatékonyságát,
- javaslatokat tesz helyi, tagállami és európai szinten,
- országjelentéseket ír,
- állásfoglalásokat tesz aktuális politikai és társadalmi események kapcsán. (A legfrissebb ilyen állásfoglalás a 2012. december 10-ei nyilatkozata a görögországi faj- és idegengyűlölő politikai tevékenységekről.[4])
- általános iránymutatásokat fogalmaz meg a tagországok számára,
- figyelemmel kíséri a nemzetközi jog változásait.

Az ECRI ötéves periódusokban valamennyi tagországról jelentést készít. Ez a tagállam jogi vizsgálatán túl terepkutatást is magában foglal, amelyet egy bizalmas dialógus követ a tagállam kormányával. Magyarországról 1997-ben, 2000-ben, 2004-ben, 2009-ben és 2012-ben készült jelentés.

## Tagsága
Az ECRI-be az Európa Tanács valamennyi tagállama egy-egy képviselőt delegál. Az ECRI tagjainak magas erkölcsiséggel és szakértelemmel kell bírnia az ECRI által képviselt értékek védelme területén, ezenfelül tagállami kormányuktól függetlenül kell működniük. A tagokat öt évre választják meg, amelyneknek letelte után újraválaszthatóak.
A tagállami kormány a delegált tag mellé helyettest állíthat. A helyettessel kapcsolatos további elvárás az, hogy mandátuma a helyettesített féllel egy időben jár le.
1996-tól 2012 márciusáig Kaltenbach Jenő, magyar jogtudós, egyetemi oktató, a nemzeti és etnikai kisebbségi jogok korábbi országgyűlési biztosa volt a Magyarország által delegált tag. 2012 márciusától decemberéig a szervezet elnöki pozícióját is betöltötte. A jelenlegi elnök a dán Eva Smith Asmussen, a magyar tag Juhász Imre jogász, jogtudós.